# (9719) Yakage
(9719) Yakage (1977 DF2) – planetoida z grupy pasa głównego asteroid okrążająca Słońce w ciągu 4,6 lat w średniej odległości 2,76 j.a. Odkryta 18 lutego 1977 roku.